# Le Quartier des amoureux
Pour plus de détails, voir Fiche technique et Distribution.
Le Quartier des amoureux (Peacock Alley) est un film américain réalisé par Marcel de Sano, sorti en 1930.

## Synopsis
Claire Tree, une danseuse de revue, est amoureuse depuis longtemps de Clayton, millionnaire local. Elle le rencontre à l'hôtel Peacock Alley à New York. Lorsqu'il refuse à nouveau de l'épouser, elle annonce qu'elle épouse Jim Bradbury, son amour d'enfance du Texas. Jim, un jeune avocat ambitieux, arrive à New York et ils se marient. Mais quand il oublie de l'inscrire à l'hôtel, Dugan, le détective de la maison, leur refuse l'entrée de la chambre, insistant sur le fait que Claire y a passé la nuit précédente avec un autre homme. Jim insiste pour affronter Clayton, mais Claire est indignée qu'il ait si peu confiance en elle, et il la quitte finalement. Désillusionnée, Claire se lance dans un nouveau spectacle, mais lors de sa première, Clayton affirme qu'il croit maintenant au mariage, et Claire l'accepte.

## Fiche technique
- Titre original : Peacock Alley
- Titre français : Le Quartier des amoureux
- Réalisation : Marcel de Sano
- Scénario : Frances Hyland
- Direction artistique : Hervey Libbert
- Costumes : Edward Stevenson
- Photographie : Benjamin H. Kline, Harry Zech
- Son : Buddy Myers
- Montage : Clarence Kolster
- Production : Robert Z. Leonard
- Société de production : Tiffany Productions
- Société de distribution : Tiffany Productions
- Pays d'origine :  États-Unis
- Langue originale : anglais
- Format : couleur (Technicolor) et Noir et blanc  — 35 mm — 1,20:1 — son mono
- Genre : Film romantique
- Durée : 63 minutes
- Dates de sortie : 
  - États-Unis : 4 janvier 1930
  - France : 26 avril 1935

## Distribution
- Mae Murray : Claire Tree
- George Barraud : Stoddard Clayton
- Jason Robards Sr. : Jim Bradbury
- Richard Tucker : Martin Saunders
- William L. Thorne : Dugan
- Phillips Smalley : Bonner

## Autour du film
- Ce film est le remake de Au Paon (Peacock Alley) de Robert Z. Leonard, sorti en 1922.